# Iron Spring Creek (Little Firehole River)
Der Iron Spring Creek ist ein etwa 9 km langer, rechter Nebenfluss des Little Firehole River im Nordwesten des US-Bundesstaates Wyoming. Er fließt auf seiner gesamten Länge durch den Yellowstone-Nationalpark.

## Verlauf
Der Iron Spring Creek entspringt einige Kilometer südlich des Old Faithful auf dem westlichen Hochplateau des Yellowstone-Nationalparks im nördlichsten Teton County auf einer Höhe von etwa 2460 m. Er fließt zunächst in nordöstliche, später in nordwestliche Richtung, verlässt das Hochplateau und fällt über die 15 m hohen Fern Cascades hinab. Er mäandriert für wenige Kilometer nach Nordwesten bis zum Black Sand Basin, in dem unter anderem die Thermalquellen Emerald Pool, Green Spring, Rainbow Pool, Sunset Lake und Opalescent Pool in den Fluss entwässern. Zudem liegt der regelmäßig ausbrechende Cliff Geyser direkt am Ufer des Iron Spring Creek. Der Fluss mäandriert noch für wenige Kilometer parallel zur Grand Loop Road (U.S. Highway 89) durch die Sinter Plain, bevor er nach rund 9 km unmittelbar südlich des zum Oberen Geysir-Becken gehörenden Biscuit Basin auf einer Höhe von 2214 m in den Little Firehole River mündet, nur 100 Meter flussaufwärts von dessen Mündung in den Firehole River.

## Hydrologie
Der Iron Spring Creek ist als Nebenfluss des Little Firehole River Teil des Einzugsgebietes des Firehole River, der über Madison River, Missouri und Mississippi in den Golf von Mexiko entwässert. Das Einzugsgebiet des Iron Spring Creek umfasst ein Areal von 32 km² und grenzt an die Einzugsgebiete von Firehole River im Osten und Südosten sowie Little Firehole River im Westen und Nordwesten.

## Galerie

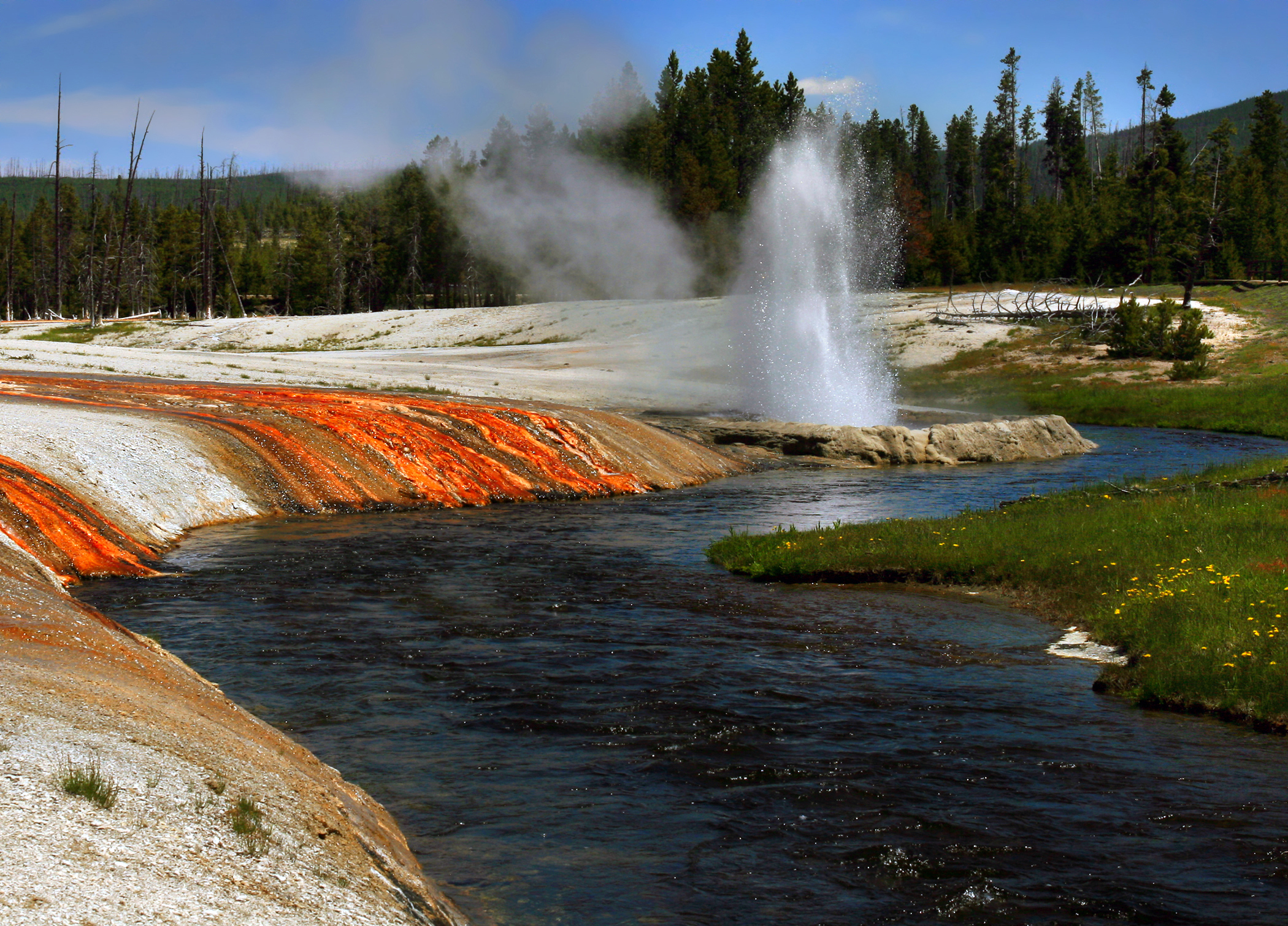
Iron Spring Creek mit dem Cliff Geyser
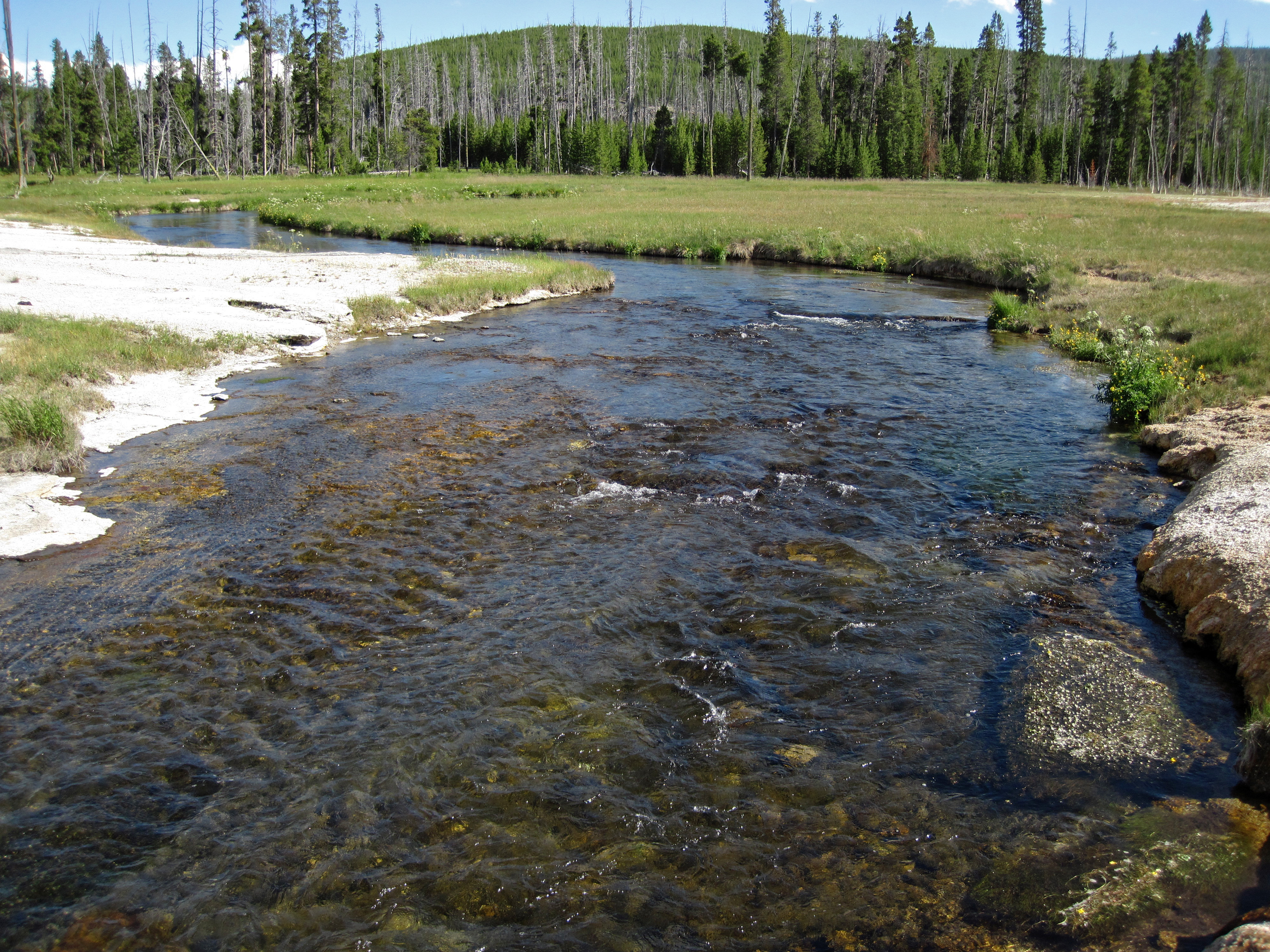
Iron Spring Creek im Black Sand Basin
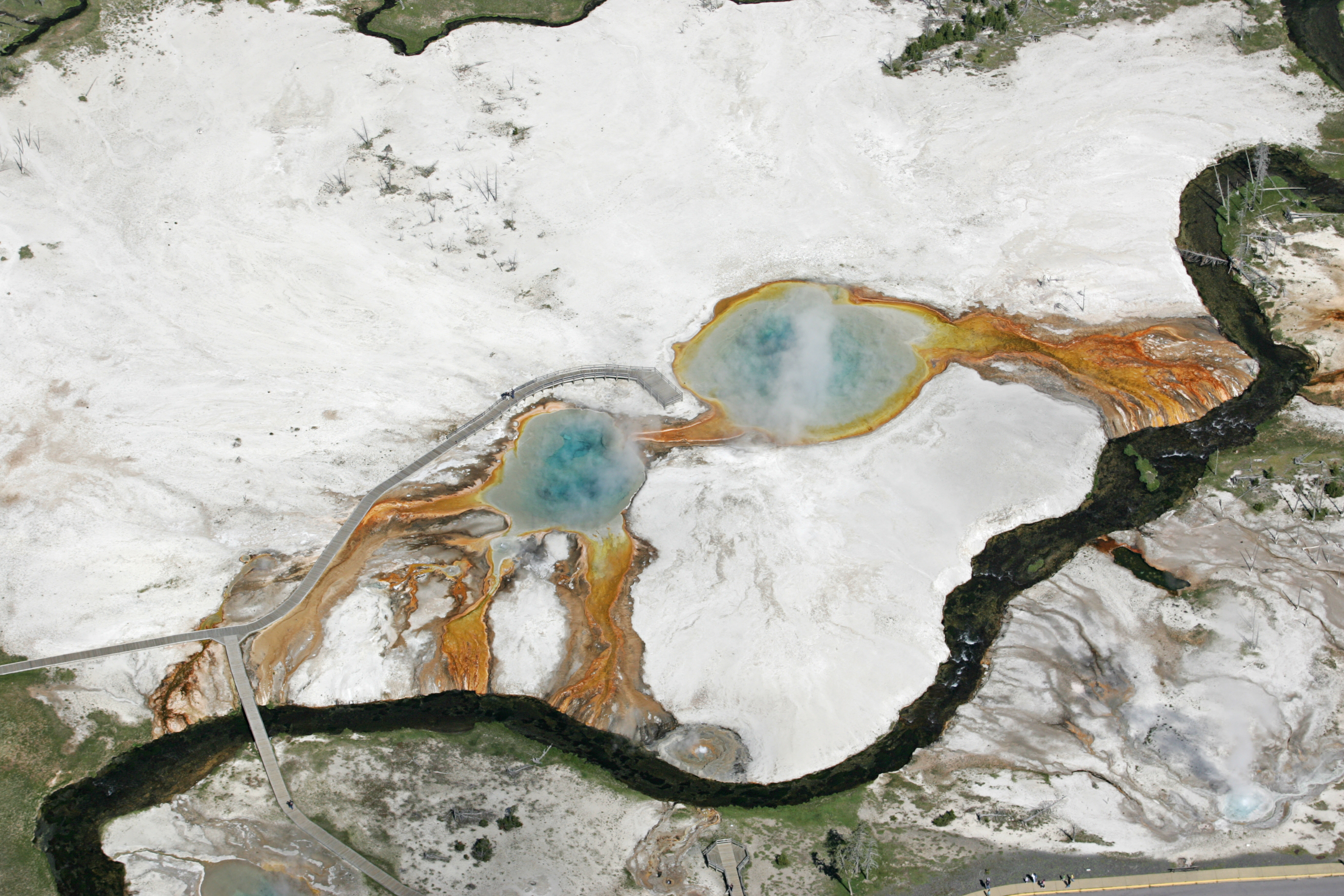
Iron Spring Creek im Verlauf durch das Black Sand Basin. In der Bildmitte Rainbow Pool und Sunset Lake
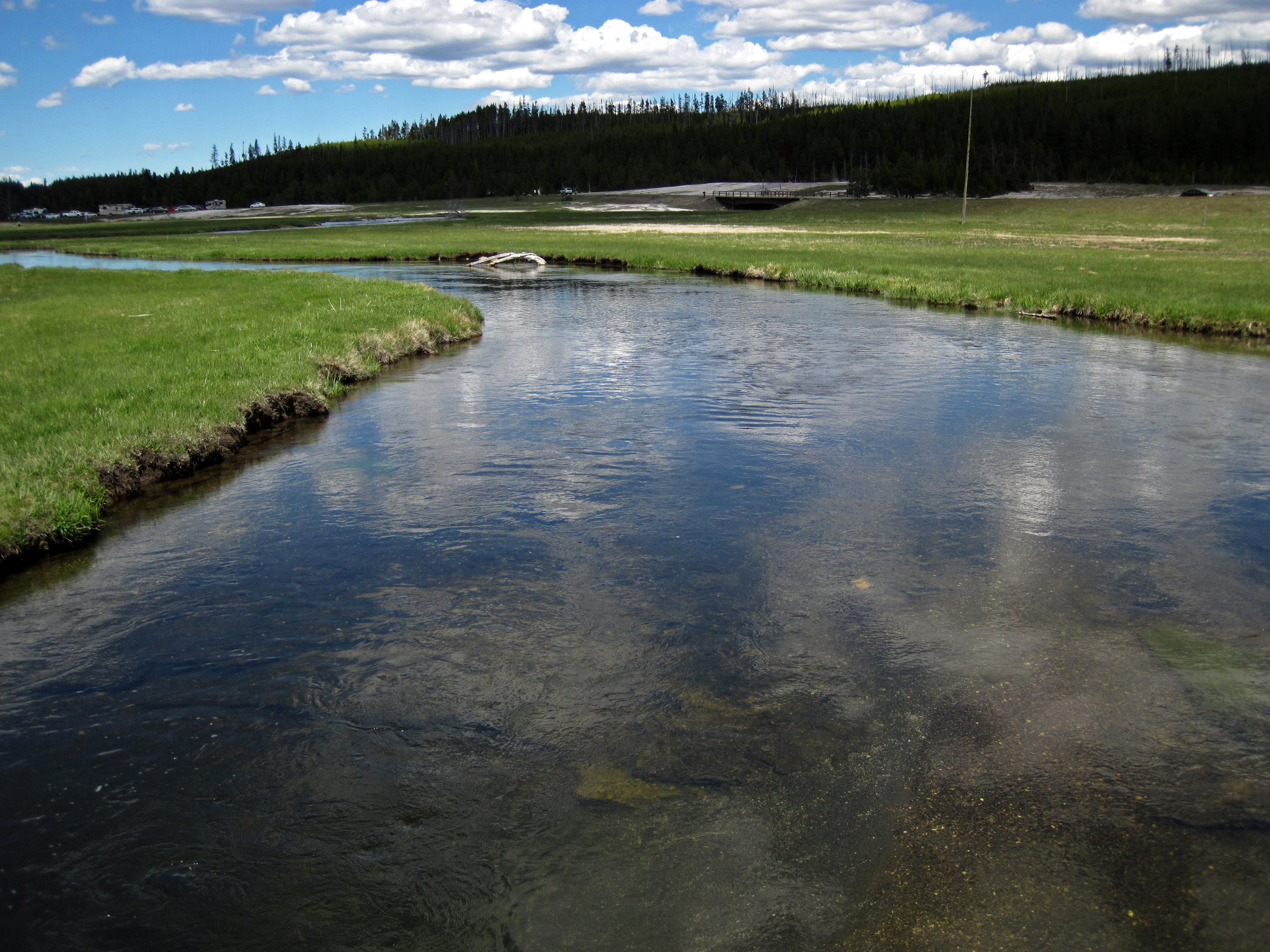
Unterlauf des Iron Spring Creek
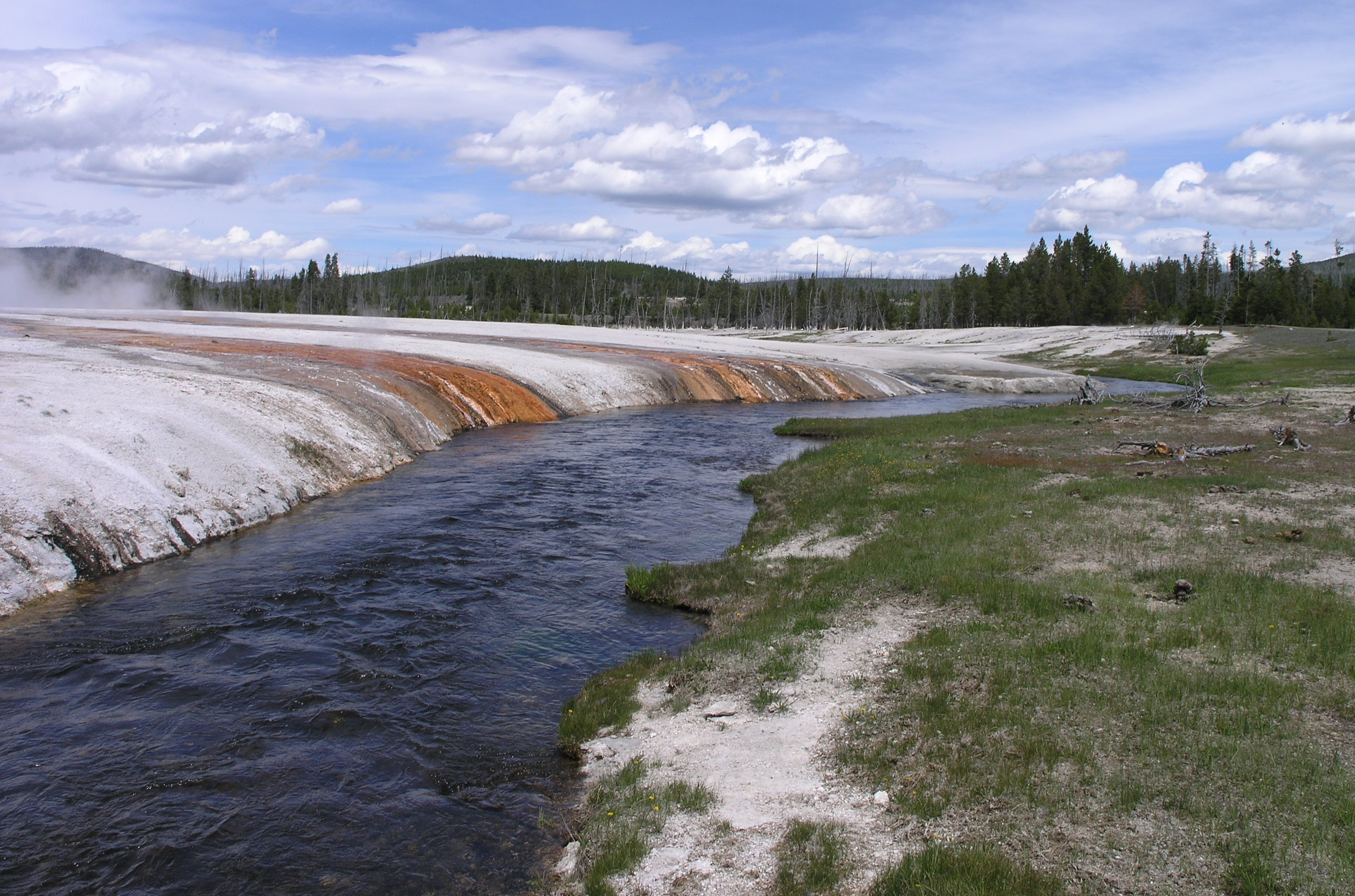
Der Fluss mit dem Abfluss des Rainbow Pool

## Belege
1. ↑  Iron Spring Creek (Little Firehole River). In: Geographic Names Information System. United States Geological Survey, United States Department of the Interior (englisch).